# Accordo di Costantinopoli

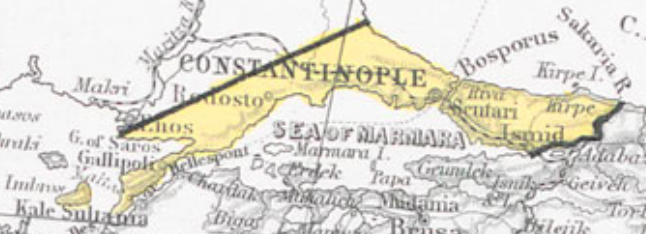
Estratto da un memorandum del Ministero degli esteri britannico del gennaio 1919 che riassume gli accordi di guerra riguardanti l'Impero ottomano. L'area dell'accordo di Costantinopoli ceduta alla Russia è in giallo.

L'accordo di Costantinopoli (noto anche come accordo sugli Stretti) comprendeva uno scambio segreto di corrispondenza diplomatica tra i membri della Triplice Intesa dal 4 marzo al 10 aprile 1915 durante la prima guerra mondiale. Francia e Gran Bretagna promisero di cedere Costantinopoli ed i Dardanelli (che all'epoca facevano parte dell'Impero ottomano) all'Impero russo in caso di vittoria. La Gran Bretagna avanzava le proprie pretese per una maggiore sfera di influenza in Iran mentre la Francia spingeva all'annessione della Siria (inclusa la Palestina) e della Cilicia. Tutte le parti erano d'accordo di una governance dei Luoghi Santi e dell'Arabia sotto un dominio musulmano indipendente. Il governo greco era neutrale, ma nel 1915 negoziò con gli Alleati, offrendo soldati e soprattutto un punto di partenza geografico per gli attacchi agli Stretti turchi. La stessa Grecia voleva il controllo di Costantinopoli ma la Russia pose il veto perché il suo principale obiettivo bellico era controllare gli Stretti e prendere il controllo della capitale ottomana.
Sebbene il tentativo degli Alleati di conquistare l'area nella campagna di Gallipoli fosse fallito, Costantinopoli fu comunque occupata dagli Alleati vittoriosi alla fine della guerra nel 1918. Tuttavia, in quel periodo, la Rivoluzione russa aveva portato al ritiro russo dalla guerra e, poiché non era più una delle potenze alleate, l'accordo non fu attuato. L'esistenza dell'accordo venne rivelata dal governo bolscevico nel 1917.

## Contesto storico
L'accesso agli Stretti turchi era disciplinato dalla convenzione di Londra sugli Stretti del 1841 che sanciva la loro chiusura alle navi da guerra e, dopo la guerra di Crimea, dal trattato di Parigi (1856) che rese universale il principio del libero commercio e allo stesso tempo vietava qualsiasi militarizzazione dentro e intorno al Mar Nero. Tali accordi furono successivamente modificato dal trattato di Londra (1871) e riaffermati nel trattato di Berlino (1878).
     Bosforo
     Dardanelli

Bosforo
Dardanelli

All'inizio del 1907, nei colloqui che portarono alla convenzione anglo-russa, il conte Alexander Izvolsky, allora ministro degli Esteri russo, sollevò la questione degli Stretti ed i colloqui furono condotti a Londra attraverso l'ambasciatore russo, il conte Alexander Benckendorff. Poco si sa, ma "sembra che fosse stata fatta la proposta di lasciare una libera uscita alla Russia dal Mar Nero attraverso gli Stretti, mentre le altre potenze avrebbero avuto il diritto di inviare le loro navi da guerra negli Stretti senza entrare nel Mar Nero". Le discussioni dell'epoca, tuttavia, non portarono a nulla.
Il 12 ottobre 1908, l'ambasciatore russo in Francia, Aleksandr Nelidov, in una conversazione con l'ambasciatore britannico in Francia, Lord Bertie, disse che poiché il Giappone non avrebbe permesso alla Russia di mantenere una Flotta del Pacifico, e poiché il Baltico era sostanzialmente chiuso per tutto l'inverno, era essenziale per la Russia che il Mar Nero diventasse "la casa per la flotta russa da cui può spostarsi nel Mediterraneo, nel Baltico e nell'Estremo Oriente secondo necessità".
Alexander Izvolsky, il ministro degli esteri russo, nell'ultima parte del 1908 fu in grado di ottenere il sostegno condizionato per un cambiamento nel regime degli Stretti dal ministro degli esteri austro-ungarico Alois Lexa von Aehrenthal, dal ministro degli esteri italiano Tommaso Tittoni e dall'ambasciatore tedesco a Paris, Wilhelm von Schoen e dal Segretario di Stato per gli Affari Esteri Sir Edward Gray. Quest'ultimo il 14 ottobre 1908, fu tra i più chiari sull'argomento e indicò allo stesso tempo che l'accordo turco era un prerequisito.
Durante la crisi bosniaca del 1908, nella guerra italo-turca del 1911-1912 e durante le guerre balcaniche del 1912-1913, la Russia tentò di ottenere l'apertura degli Stretti per le navi da guerra russe, ma fallì per mancanza di sostegno da parte delle grandi potenze.
Nell'aprile/maggio 1912, gli stretti furono chiusi per alcune settimane e, in risposta alle successive minacce di blocco, la Russia indicò che avrebbe preso provvedimenti in caso di chiusura prolungata.

Allo scoppio della guerra, l'Impero ottomano era diplomaticamente isolato: aveva cercato un'alleanza con la Gran Bretagna alla fine del 1911, tra maggio e luglio 1914 con Francia, Russia e il 22 luglio con la Germania, senza alcun risultato. La Russia era preoccupata per il potenziale arrivo nel Mar Nero di due moderne navi da guerra costruite dai cantieri britannici per la Marina ottomana, la Sultân Osmân-ı Evvel, che era stata completata e stava facendo i preparativi per partire, e la Reşadiye. Il 30 luglio, il ministro degli Esteri russo Sergey Sazonov ordinò:
è una questione della massima importanza per noi che la Turchia non riceva le due corazzate [...] segnalate al governo inglese l'immensa importanza di questa faccenda per noi e insistete energicamente sul mantenimento di queste due navi in Inghilterra."
Il Primo Lord dell'Ammiragliato Winston Churchill aveva ormai già deciso la requisizione e quando l'ambasciatore turco protestò il 1º agosto, fu informato che "vista la grave situazione all'estero non era possibile consentire ad una corazzata di lasciare queste acque e passare nelle mani di un acquirente straniero".
L'inseguimento della Goeben e della Breslau (due corazzate tedesche) da parte della Royal Navy permise loro di entrare nei Dardanelli il 10 agosto 1914.

## Dettagli
Lo storico Dmitrii Likharev, analizzando i contributi chiave nella storiografia del tema, indica i contributi di C. Jay Smith che ottenne l'accesso alle carte di Asquith negli anni '60 e di William Renzi nel 1970 che si avvalse dei documenti rilasciati dagli Archivi Nazionali Britannici per datare la promessa della Gran Bretagna di Costantinopoli ai russi a partire dal novembre 1914 e la sua genesi come precedente a settembre, prima dell'entrata in guerra degli ottomani.

Dal 4 marzo al 10 aprile 1915, la Triplice Intesa (Gran Bretagna, Francia e Russia) discussero in segreto come suddividere le terre dell'Impero ottomano. La Gran Bretagna doveva controllare una zona ancora più ampia in Iran mentre la Russia avrebbe ottenuto la capitale ottomana, Costantinopoli. I Dardanelli erano anch'essi promessi alla Russia. La lingua dell'accordo descriveva i seguenti confini:
...la città di Costantinopoli, la sponda occidentale del Bosforo, del Mar di Marmara e dei Dardanelli, nonché la Tracia meridionale fino alla linea Enez - Midye ... e... quella parte della sponda asiatica che si trova tra il Bosforo, il fiume Sakarya e un punto da determinare sul golfo di Izmit, e le isole del Mar di Marmara, le isole di Imbro e Tenedo.
Anche se gli inglesi e i francesi cercarono di limitare le rivendicazioni russe, non furono in grado di farlo e dovettero anche fare i conti con la possibilità che la Russia potesse trattare una pace separata con gli Imperi centrali. L'accordo era uno di una serie di accordi riguardanti la spartizione dell'Impero ottomano da parte della Triplice Intesa e dell'Italia a seguito della guerra, tra cui il trattato di Londra (1915), l'accordo Sykes-Picot (1916) e gli accordi di San Giovanni di Moriana (da aprile ad agosto 1917).
La campagna di Gallipoli, finalizzata a conquistare i Dardanelli e Costantinopoli, venne respinta con successo dagli ottomani, e gli Alleati non ottennero il controllo della regione fino all'occupazione nel novembre 1918, dopo la fine della guerra. A quel tempo, i bolscevichi comunisti avevano preso il potere in Russia durante la Rivoluzione d'ottobre del 1917 e avevano firmato una pace separata con gli Imperi centrali nel marzo 1918, abbandonando la guerra. Di conseguenza gli Alleati non considerando più la Russia nell'alleanza e non riconoscendo nemmeno la legittimità del governo bolscevico, non attuarono l'accordo.